# Coombes
Coombes – osada w Anglii, w hrabstwie West Sussex, w dystrykcie Adur. Leży 34 km na wschód od miasta Chichester i 73 km na południe od Londynu. W 2001 miejscowość liczyła 51 mieszkańców.